# Kronika
Kronika es un personaje ficticio de la saga de videojuegos de lucha Mortal Kombat. Su primera aparición fue en Mortal Kombat 11, de 2019, donde es la villana principal.

## Desarrollo
Ed Boon mencionó en una entrevista a Game Informer que al inicio del desarrollo de Mortal Kombat 11, la idea era que el personaje fuera masculino, pero se decidió al final por hacer al personaje femenino, siendo la primera jefa final en un videojuego de Mortal Kombat.
Kronika no es un personaje jugable, siendo el único jefe final no jugable hasta la fecha, sin contar a Shinnok en su forma corrupta.

## Biografía ficticia
Tras los eventos de Mortal Kombat 9, en la nueva línea temporal creada por Raiden, en la que él mismo es corrompido por el poder oscuro del amuleto de Shinnok al final de Mortal Kombat X. Kronika, que es la titán Guardiana del Tiempo, no puede permitir que esta línea temporal exista, pero sus planes se ven amenazados por las Fuerzas Especiales y la alianza entre Kuai Liang y Hanzo Hasashi, por lo que recluta a los villanos de eras pasadas, Shao Kahn, Baraka, Kano, Erron Black, D'Vorah y Sektor para ayudarla a restaurar la línea temporal, para lo que también necesita la ayuda de los Emperadores del Infierno, Liu Kang y Kitana. Desafortunadamente para Kronika, también trae al futuro a los campeones de la Tierra del pasado, las versiones jóvenes de Liu Kang, Kitana, Kung Lao, Jade, Johnny Cage, Sonya Blade y Jax Briggs.
Con los emperadores del Infierno y los demás guerreros retornados de su lado, Kronika se dispone a absorber las almas de la Isla de Shang Tsung, así que envía a Cetrion a recoger su Corona de Almas, pero es interceptada por Jax Briggs joven y Jacqui Briggs, sin embargo, el viejo Jax Briggs se interpone, del lado de Kronika, y obliga a los demás a entregar la Corona a Cetrion.
Con el poder necesario para reescribir la historia, Kronika procede a viajar hasta los confines del tiempo para alterar su reloj de arena y empezar la historia desde cero, pero las Fuerzas Especiales, los ejércitos del Mundo Exterior y los monjes Shaolin llegan hasta su base y empieza una guerra entre ellos y los demonios del Infierno. Al verse superados, Liu Kang retornado sale de su escondite y decide enfrentar a Raiden pero éste lo derrota y se fusiona con él, salvando al mismo tiempo al Liu Kang joven que Kronika mantenía prisionero. El resultado de la fusión de Liu Kang y Raiden; Liu Kang Dios del Fuego, enfrenta a Kronika cuando ésta retrocede el tiempo para deshacer la historia. Eventualmente, Kronika es derrotada por Liu Kang Dios del Fuego. Sin embargo cuando Kronika fue destruida, también fue destruida la corona de almas con la que podría controlar el Reloj de Arena haciendo que Liu Kang enviara al pasado a Shang Tsung, Fujin y Nightwolf que se liberaron de la prisión de Kronika cuando esta murió al negarse a colaborar en sus planes justo al momento cuando Cetrion fue enviada por Kronika a recuperar la Corona en la Isla de Shang Tsung. Tras los sucesos que transcurrieron de forma casi similar a la línea original, Kronika sería derrotada por Shang Tsung en esta ocasión quien consume su alma para obtener el poder necesario para usar el Reloj de Arena siendo sus planes frustrados por Liu Kang quien usa el Reloj de Arena para restaurar la línea temporal en una más favorable para todos los mortales. En los eventos de Mortal Kombat 1 se revela que la obsesión de Kronika por crear un balance perfecto entre el bien y el mal la llevó a la locura y a la creación de múltiples líneas temporales.